# Corpo celeste (film)
Corpo celeste è un film del 2011 scritto e diretto da Alice Rohrwacher, all'esordio cinematografico.
Ispirato, ma solo nel titolo, all'omonimo libro di Anna Maria Ortese, il film è stato presentato nella Quinzaine des réalisateurs del Festival di Cannes 2011.

## Trama
Marta è una tredicenne che, dopo dieci anni vissuti in Svizzera, fa ritorno con la madre e la sorella a Reggio Calabria, suo luogo di nascita e città d'origine di sua madre: Marta, però, a distanza di tanto tempo, della città non conserva più alcun ricordo.
Marta cerca di adattarsi alla sua nuova esistenza, faticando non poco ad adattarsi alla nuova situazione.
Il degrado umano e sociale non risparmia nemmeno la parrocchia, ambiente che dovrebbe orientare la sua crescita spirituale e accompagnare il percorso della bambina fino alla Cresima: questo itinerario è affidato, infatti, a don Mario, uno spregiudicato prete carrierista, galoppino elettorale per candidati politici, e a Santa, una patetica figura di catechista che coltiva uno strano rapporto con il prete. Ad accompagnare il percorso spirituale della bambina c'è poi una schiera di coetanee che sognano un futuro da vallette televisive. In questo mondo dominato dalla cultura televisiva di massa non si salva neanche il catechismo, trasformato e degradato in una sorta di gioco a quiz, e nemmeno la musica sacra, svilita dallo squallore musicale e testuale dei moderni canti di chiesa, ispirati a sciocche melodie del pop più dilettantesco e scadente.
Marta si ritrova spaesata ed estranea a quell'ambiente, che non comprende; la ragazza trova una risposta alle sue inquietudini esistenziali proprio nel mondo della Chiesa cattolica, quando don Mario le chiede di accompagnarlo al suo paese natale (Roghudi vecchio, un paese di montagna destinato a un totale spopolamento) per recuperare un antico crocefisso da sistemare in chiesa in occasione dell'imminente visita del vescovo: qui, infatti, ha un intenso, e casuale incontro con don Lorenzo, un prete anziano e marginalizzato, che le dà una visione sfidante ma più autentica della figura del Cristo e della fede cristiana.
Durante il viaggio di ritorno in città, Marta fa partecipe don Mario di alcune cose che le ha detto don Lorenzo; il prete, sorpreso dal discorso, perde per un attimo il controllo dell'auto e sbanda, col risultato che il crocifisso, mal assicurato sul tetto, finisce in mare. Il contrattempo fa arrivare don Mario in ritardo all'appuntamento col vescovo, che assieme al suo segretario scopre le attività non propriamente pastorali del parroco e l'invadenza di Santa, minando le velleità di don Mario di essere trasferito in una parrocchia più importante. 
In mezzo al subbuglio per le cresime, Marta lascia la chiesa e attraversa, bagnandosi il vestito della cerimonia, uno specchio d'acqua stagnante nel quale giorni prima erano finiti i gattini, nati in un locale della parrocchia, che Santa aveva fatto ammazzare.

## Riconoscimenti
- 2012 - David di Donatello
  - Candidatura al Miglior regista esordiente ad Alice Rohrwacher
  - Candidatura alla Migliore attrice non protagonista ad Anita Caprioli
- 2011 - Nastro d'argento
  - Miglior regista esordiente ad Alice Rohrwacher
  - Candidatura alla Migliore attrice non protagonista a Anita Caprioli e Pasqualina Scuncia
  - Candidatura al Miglior montaggio a Marco Spoletini
- 2012 - Ciak d'oro
  - Miglior opera prima ad Alice Rohrwacher[2]
  - Migliore attrice non protagonista ad Anita Caprioli[2]
- 2011 - Bobbio Film Festival
  - Premio Migliore Regia a Alice Rohrwacher
  - Premio "Beppe Ciavatta" - Miglior Regista Esordiente ad Alice Rohrwacher
- 2012 - Premio Suso Cecchi d'Amico (Castiglioncello) per la sceneggiatura